# Marty Passaglia
Martin Harold "Marty" Passaglia (San Francisco, California, 22 de abril de 1919-Capay, California, 17 de julio de 2004) fue un jugador y entrenador de baloncesto estadounidense que disputó dos temporadas en la BAA, y una más en la PBLA. Fue además entrenador asistente de los Oakland Oaks de la ABA durante una temporada. Con 1,85 metros de estatura, jugaba en la posición de base.

## Trayectoria deportiva

### Universidad
Su andadura universitaria transcurrió en los Broncos de la Universidad de Santa Clara, siendo junto con Bob Feerick los primeros jugadores de la universidad en llegar a jugar en la NBA. El equipo de los Broncos era denominado por aquella época "Magicians of the Maplewood".

### Profesional
Tras cumplir con el servicio militar, fichó por los Washington Capitols de Red Auerbach, con los que jugó una temporada en la que promedió 2,8 puntos por partido. De ahí pasó a los St. Paul Saints de la efímera PBLA, con los que promedió 7,2 puntos por partido.
Regresó a la BAA en 1948 para fichar por los Indianapolis Jets, con los que disputó únicamente 10 partidos en los que promedió 3,1 puntos y 1,7 asistencias.

#### Estadísticas en la BAA

##### Temporada regular
| Temporada | Edad | Equipo              | Liga | P  | TIT | MIN | TC  | TCA | %TC  | 3P | 3PA | %3P | TL  | TLA | %TL  | R.OF. | R.DEF. | REB | ASIS | ROB | TAP | PER | FP  | PTS |
| 1946-47   | 27   | Washington Capitols | BAA  | 43 |     |     | 1.2 | 5.1 | .231 |    |     |     | 0.4 | 0.7 | .563 |       |        |     | 0.2  |     |     |     | 1.0 | 2.8 |
| 1948-49   | 29   | Indianapolis Jets   | BAA  | 10 |     |     | 1.4 | 5.7 | .246 |    |     |     | 0.3 | 0.4 | .750 |       |        |     | 1.7  |     |     |     | 1.7 | 3.1 |
| Total     |      |                     | BAA  | 53 |     |     | 1.2 | 5.2 | .234 |    |     |     | 0.4 | 0.7 | .583 |       |        |     | 0.5  |     |     |     | 1.2 | 2.8 |

##### Playoffs
| Temporada | Edad | Equipo              | Liga | P | TIT | MIN | TC  | TCA | %TC  | 3P | 3PA | %3P | TL  | TLA | %TL  | R.OF. | R.DEF. | REB | ASIS | ROB | TAP | PER | FP  | PTS |
| 1946-47   | 27   | Washington Capitols | BAA  | 6 |     |     | 0.3 | 2.3 | .143 |    |     |     | 0.2 | 0.5 | .333 |       |        |     | 0.0  |     |     |     | 1.7 | 0.8 |
| Total     |      |                     | BAA  | 6 |     |     | 0.3 | 2.3 | .143 |    |     |     | 0.2 | 0.5 | .333 |       |        |     | 0.0  |     |     |     | 1.7 | 0.8 |